# Demetrios I. Kadi
Demetrios I. Kadi, auch Dimitrios I. (Joseph) Cadi (Kadi), (* 18. Januar 1861 in Damaskus, Syrien; † 25. Oktober 1925) war von 1919 bis 1925 Patriarch von Antiochien der Melkitischen Griechisch-Katholischen Kirche.

## Kirchlicher Werdegang
Demetrios wurde am 27. Oktober 1903 zum Erzbischof von Aleppo in Syrien ernannt. Patriarch Kyrillos VIII. Geha weihte ihn am 29. November 1903 zum Bischof. Es folgte am 6. April 1919 die Ernennung zum Patriarchen von Antiochien, die am 3. Juli 1919 bestätigt wurde. Nach dreijähriger Sedisvakanz wurde er somit Nachfolger von Kyrillos VIII. Geha. In seiner kurzen Amtszeit, die durch die politischen Ereignisse und dem Völkerbundmandat für Syrien und Libanon durch Frankreich unterstützt wurde, begann er mit innerkirchlichen Reformen. Er bereitete die Gründung von Gremien vor, die nach kanonischem Recht ein Mitspracherecht erhalten sollten.

## Konsekrator
Während seines Patriarchats war er Konsekrator von Maximos Sayegh zum Erzbischof von Tyros, der später als Maximos IV. Kardinal Sayegh sein Nachfolger werden sollte. Weiterhin konsekrierte er Etienne Soukkarie zum Titularerzbischof von Myra dei Greco-Melkiti und Patriarchalvikar von Alexandria in Ägypten; Basilio Khouri zum Erzbischof von Homs in Syrien; Basilio Cattan zum Erzbischof von Beirut und Jbeil im Libanon; Antonio Farage zum Titularbischof von Laodicea in Syria per i Melchiti und Patriarchalprokurator in Antiochien; Melezio Abou-Assaleh Bischof von Baalbek im Libanon und Joseph Kallas (Tripoli) Bischof von Tripoli im Libanon.